# Monte Femminamorta (Sila)
El Monte Femminamorta es un monte italiano de 1.723 m s. n. m., en la provincia de Catanzaro (Calabria). Se trata de una montaña de la meseta de La Sila, situándose en concreto en la Sila Piccola, en el municipio de Mesoraca. El monte constituye el eje montaño, por encima de los 1.700 metros, de la Sila Piccola junto con el Monte Gariglione y el Monte Scorciavuoi.

## Posición geográfica
El monte forma parte de una de las zonas más apreciadas de Calabria. Ya en el año 1968 formaba parte del viejo Parque nacional de Calabria, hoy absorbido por el Parque nacional de La Sila del que el monte es parte integrante de la Zona 1 la más apreciada por sus características ambientales y paisajísticas. En las proximidades de la montaña se encuentra el centro de visitantes del Parque nacional de La Sila, "Casa Giulia". 

## Cómo llegar
El Monte Femminamorta se puede alcanzar recorriendo la Strada statale 109 della Piccola Sila al este y al sur de la montaña o la Strada statale 179 del Lago Ampollino al norte y la SS 179 dir (derivación de la SS 179) al oeste. Seguir luego las indicaciones que llegan al monte teniendo que recorrer carreteras interiores. 